# George Roy Hill
George Roy Hill (Minneapolis, 20 dicembre 1921 – New York, 27 dicembre 2002) è stato un regista statunitense.

## Biografia
Studiò musica alla Yale University, laureandosi nel 1943. Svolse il servizio militare nel corpo dei Marines come pilota di aerei da trasporto durante la seconda guerra mondiale e come pilota notturno di caccia durante la guerra di Corea.
Hill debuttò con la televisione, dirigendo serie ad episodi come Kraft Television Theatre. I suoi primi film furono riduzioni di spettacoli di Broadway come: Rodaggio matrimoniale nel 1962 e La porta dei sogni.
George Roy Hill è conosciuto principalmente per la regia di film come Butch Cassidy e La stangata in cui apparve la coppia Paul Newman-Robert Redford. In particolare La stangata, che è senz'altro il suo più grande successo, conquistò 7 premi Oscar 1974, fra cui proprio quello a Roy Hill per la migliore regia. Altri film da lui diretti sono Mattatoio 5, Il mondo secondo Garp, Millie, Il temerario e La tamburina.

## Premi
- 1970 - Candidatura al premio Oscar per la migliore regia per Butch Cassidy
- 1974 - Premio Oscar per la migliore regia per La stangata

## Filmografia

### Cinema
- Rodaggio matrimoniale (Period of Adjustment) (1962)
- La porta dei sogni (Toys in the Attic) (1963)
- La vita privata di Henry Orient (The World of Henry Orient) (1964)
- Hawaii (1966)
- Millie (Thoroughly Modern Millie) (1967)
- Butch Cassidy (Butch Cassidy and the Sundance Kid) (1969)
- Mattatoio 5 (Slaughterhouse-Five) (1972)
- La stangata (The Sting) (1973)
- Il temerario (The Great Waldo Pepper) (1975)
- Colpo secco (Slap Shot) (1977)
- Una piccola storia d'amore (A Little Romance) (1979)
- Il mondo secondo Garp (The World According to Garp) (1982)
- La tamburina (The Little Drummer Girl) (1984)
- L'allegra fattoria (Funny Farm) (1988)

### Televisione
- Kraft Television Theatre – serie TV, 6 episodi (1954-1956)
- Lux Video Theatre – serie TV, 3 episodi (1955)
- The Kaiser Aluminum Hour – serie TV, 3 episodi (1956-1957)
- Playhouse 90 – serie TV, 4 episodi (1957-1959)